# ARMC9
ARMC9‏ (Armadillo repeat containing 9) هوَ بروتين يُشَفر بواسطة جين ARMC9 في الإنسان.